# Patricia Medina
Patricia Paz Maria Medina (19 de julho de 1919 - 28 de abril de 2012) foi uma atriz anglo-americana. Ela é talvez mais conhecida por seus papéis nos filmes O Fantasma da Rua Morgue (1954) e Sr. Arkadin (1955).

## Vida
Medina era filha de Ramón Medina Nebot, um advogado espanhol e cantor de ópera das Ilhas Canárias, e de mãe inglesa. Patricia tinha duas irmãs, Piti (Pepita) e Gloria. Nasceu em Liverpool, suas irmãs e ela cresceram em uma mansão em Stanmore. Medina começou a atuar como uma adolescente no fim dos anos 1930 e trabalhou seu caminho até papéis principais em meados dos anos 1940, quando trocou Londres por Hollywood.

## Carreira
Em Fortunes of Captain Blood, em 1950, ela se juntou ao ator britânico Louis Hayward. Posteriormente, eles apareceram juntos em The Lady and the Bandit, de 1951, Lady in the Iron Mask e Captain Pirate, de 1952.